# Huimanguillo (Messico)
Huimanguillo è una municipalità dello stato di Tabasco, nel Messico meridionale, il cui capoluogo è la città omonima.
La municipalità conta 179.285 abitanti (2010) e ha un'estensione di 3.729,7 km².
Il nome della località significa Luogo delle principali autorità in lingua nahuatl.
Nel territorio comunale si trova l'importante sito archeologico di La Venta.